# Руске слово
Руске слово (на русинском Русинска реч) је недељник русинске мањине у Војводини.

## Историја
Делатност Новинско-издавачке установе „Руске слово“ отпочела је 15. јуна 1945. године издавањем недељника „Руске слово“. 
Недељник је излазио од 1945. године у Руском Крстуру, а од 1967. године у Новом Саду, на јужнорусинском језику. У часопису је била и по једна страница на украјинском. Недељник је био орган Социјалистичког савеза радног народа Војводине. Уредници су били: С. Чакан, Е. Џуња, Л. Такач, Ј. Варга, И. Латјак и М. Москаљ. Недељник је имао месечни додатак Литературне Слово.
У„Руском слову” генерације русинских новинара бележиле су дешавања у животу русинске националне заједнице на простору некадашње Југославије, а поготово у Бачкој, Срему и Подунављу где Русини вековима живе. 
Данас је НИУ „Руске слово” установа, регистрована за издавање новина, часописа, књига, брошура, музичких и видео издања. Резултат осмодеценијског розвоја НИУ „Руске слово” су: часопис за децу „Заградка”, мултимедијални часопис за младе МАК, колор недељник „Руске слово”, часопис за литературу, културу и уметност „Шветлосц”, издавачка редакција књига и интернет издања, као што су веб-портал Установе и Новинска агенција „Рутенпрес”. 
После „петооктобарских промена” 2000. године, усвајањем демократских стандарда независних од државе медија, Скупштина Аутономне Покрајине Војводине је 29. јуна 2004. године усвојила Одлуку о преносу оснивачких права НИУ „Руске слово” на Национални савет русинске националне мањине. 